# Инаугурация Уильяма Тафта
Инаугурация Уильяма Тафта в качестве 27-го Президента США состоялась 4 марта 1909 года. Одновременно к присяге был приведён Джеймс Шерман как 27-й вице-президент США. Президентскую присягу проводил Председатель Верховного суда США Мелвилл Фуллер, а присягу вице-президента принимал уходящий вице-президент Чарлз Фэрбенкс.
Джеймс Шерман умер через 3 года после начала исполнения обязанностей вице-президента, и должность оставалась вакантной, поскольку до Двадцать пятой поправки, вступившей в силу в 1967 году, не было конституционного положения, которое позволяло бы занимать должность вице-президента; на сегодняшний день Шерман является последним вице-президентом США, умершим на посту.

## Церемония
Из-за метели накануне вечером, которая покрыла Вашингтон 10 дюймами снега, инаугурация была перенесена в закрытое помещение, в зал Сената. Президентская присяга была проведена главным судьёй Мелвиллом Фуллером, которая стала последней в его жизни. Несмотря на неблагоприятные погодные условия, инаугурационный парад не был отменён. 6000 городских рабочих использовали 500 повозок, чтобы убрать 58 000 тонн снега для очистки маршрута парада. Впервые в истории инаугурации новая Первая леди (в данном случае Хелен Тафт) присоединилась к своему мужу, возглавив парад от Капитолия до Белого дома. Во время парада прозвучал хоровой марш «Наша страна» Артура Уайтинга. В тот же вечер состоялся торжественный бал — это был последний официальный инаугурационный бал до 1949 года, когда преемник Тафта на посту президента Вудро Вильсон попросил представителей Вашингтона не проводить его, тем самым временно положив конец этой практике. Традиция инаугурационных балов была возрождена в 1949 году в рамках второй инаугурации Гарри Трумэна.

## Галерея

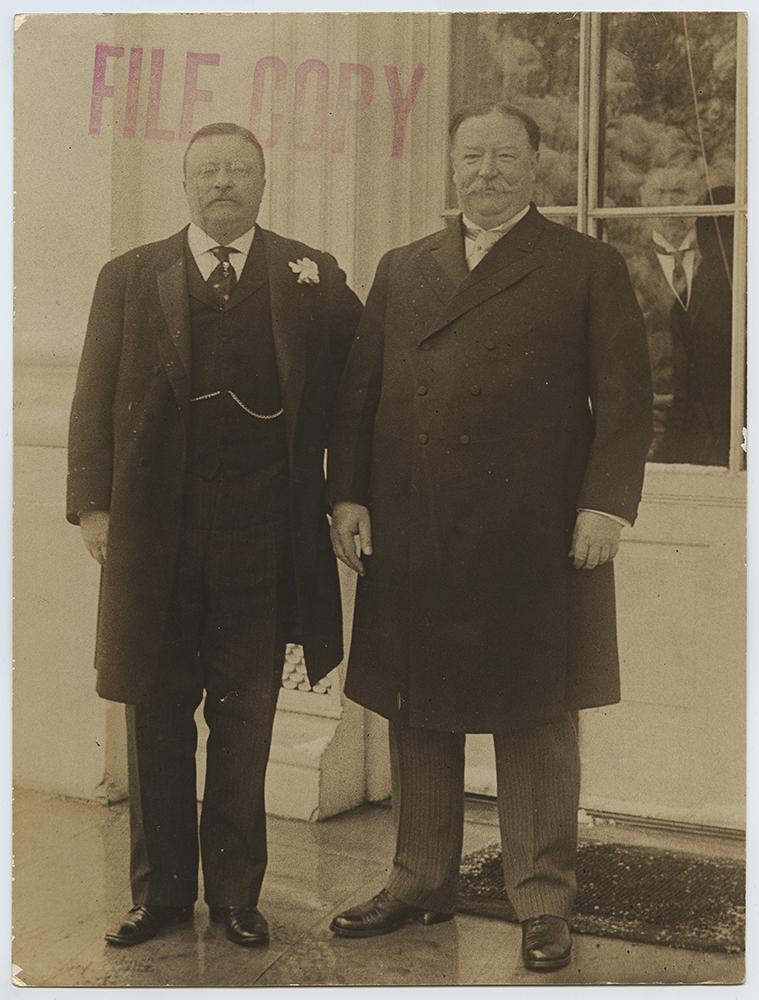
Рузвельт и Тафт в Белом доме перед отъездом в Капитолий
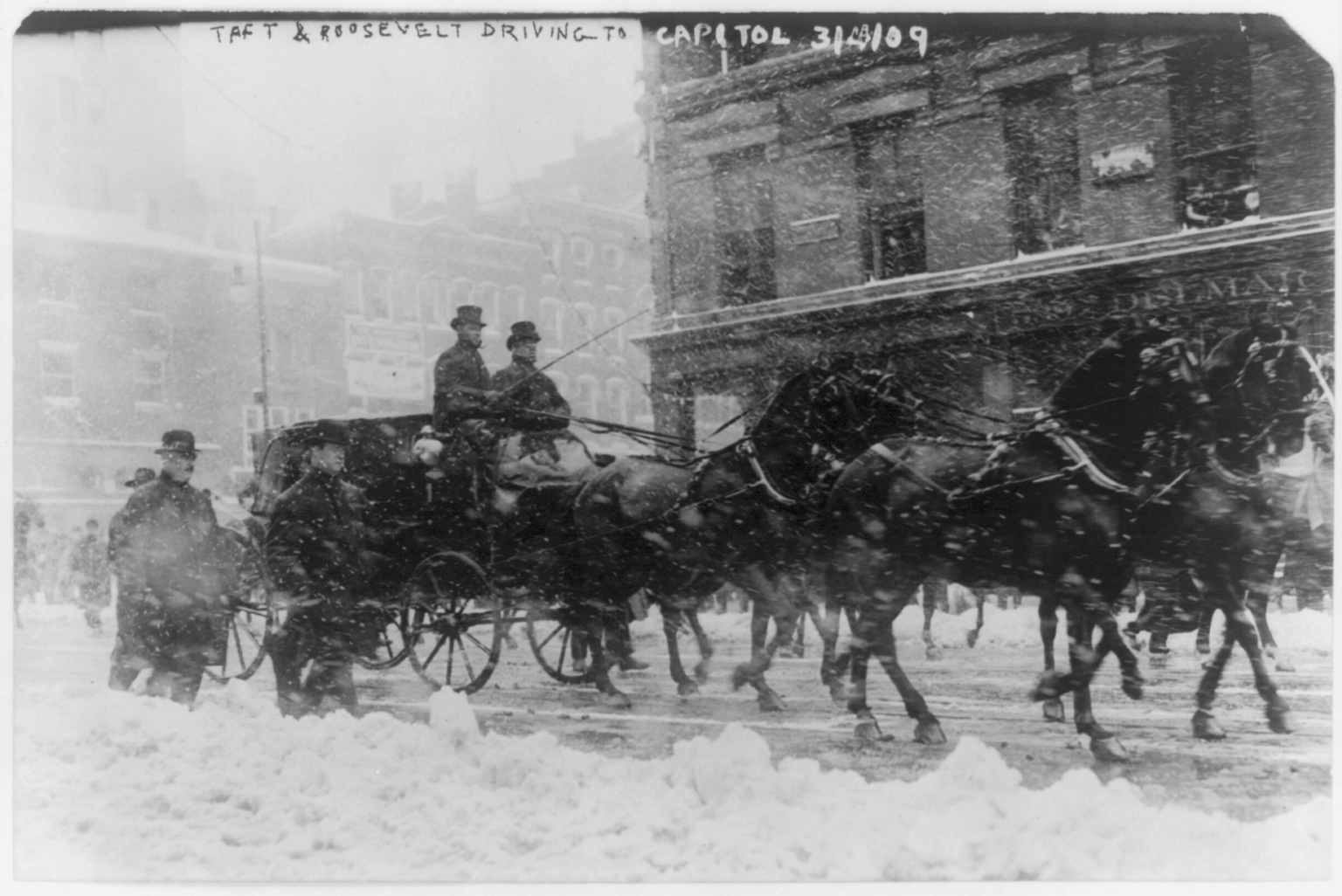
Президенты Тафт и Рузвельт едут в Капитолий
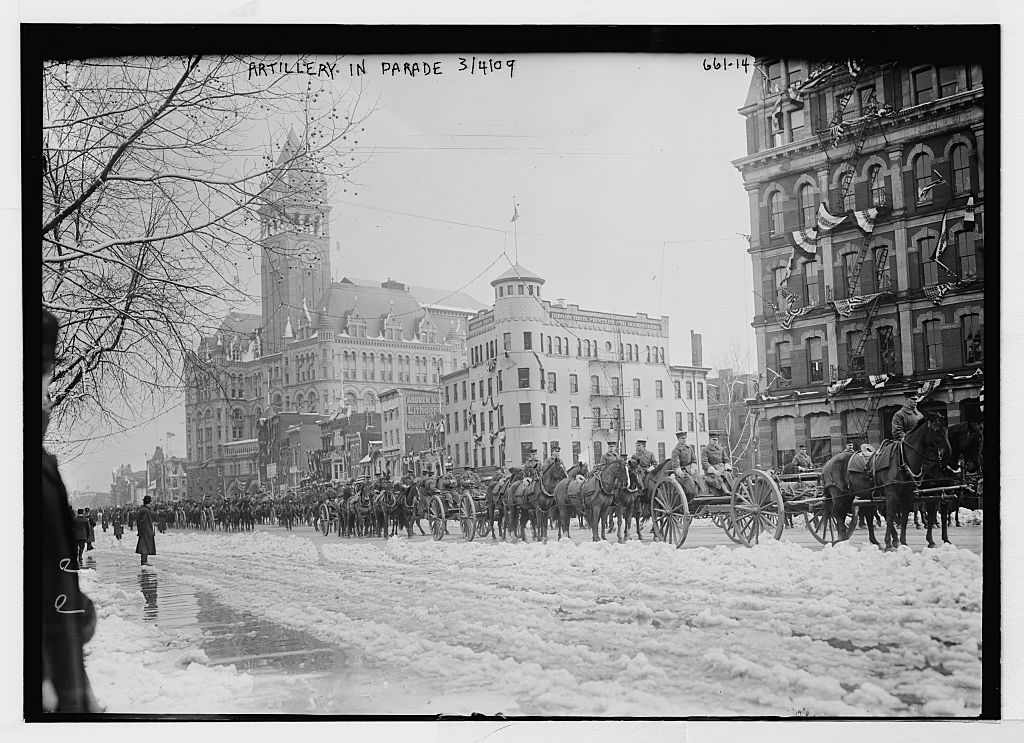
Инаугурационный парад